# Mirosława Drozd-Piasecka
Mirosława Cecylia Drozd-Piasecka – polska etnolożka, profesor nauk humanistycznych.
W 1992 uzyskała tytuł naukowy profesora. Wieloletnia pracowniczka Instytutu Archeologii i Etnologii PAN, gdzie pełniła m.in. funkcję zastępczyni dyrektora ds. naukowych. Członkini Prezydium Komitetu Nauk Etnologicznych PAN, wcześniej także zastępczyni przewodniczącego Wydziału I Nauk Społecznych oraz przewodnicząca Rady Naukowej Instytutu Rozwoju Wsi i Rolnictwa PAN.
Odznaczona Krzyżem Oficerskim (2015) i Kawalerskim (2005) Orderu Odrodzenia Polski.

## Wybrane monografie
- Mirosława Drozd-Piasecka, Ziemia w społeczności wiejskiej: studium wsi południowo-wschodniego Mazowsza (koniec XIX i XX wiek), Warszawa: Instytut Historii Kultury Materialnej PAN, 1991, ISBN 83-900213-1-5.

- Mirosława Drozd-Piasecka, Wanda Paprocka, W kręgu tradycji i sztuki ludowej, Warszawa: Ludowa Spółdzielnia Wydawnicza, 1985, ISBN 83-205-3692-8.